# محمد الجوير
محمد فهد الجوير (مواليد 21 فبراير 1995) هو لاعب كرة قدم سعودي.
مثل نادي النصر في الفئات السنية و لعب بعدها في نادي الرياض ونادي الثقبة ونادي النجمة ونادي الأنوار.